# Estonia
Estonia, quốc hiệu là Cộng hòa Estonia, là một quốc gia nằm ở khu vực Bắc Âu. Estonia tiếp giáp với Nga về phía đông, giáp với Latvia về phía nam, giáp với vịnh Phần Lan về phía bắc và giáp với biển Baltic về phía tây.
Estonia có địa hình tương đối thấp. Nước này có rất nhiều sông và hồ, kèm theo đó là một diện tích rừng đáng kể. Estonia nằm trong khu vực khí hậu ôn hòa, có tính chất chuyển tiếp từ khí hậu hải dương sang khí hậu lục địa.
Trong suốt lịch sử của mình, Estonia đã từng bị nhiều quốc gia láng giềng đô hộ, tiêu biểu là Thụy Điển và Nga. Ngày 24 tháng 2 năm 1918, nền cộng hòa đầu tiên ở Estonia được chính thức thành lập trên cơ sở tách ra khỏi Đế quốc Nga. Tuy nhiên, đến năm 1940, đất nước này cùng với hai quốc gia Baltic còn lại là Latvia và Litva được sáp nhập vào Liên Xô rồi vào Đức (1941–1944) trong chiến dịch Barbarossa.
Sau Chiến tranh thế giới thứ hai, Estonia được sáp nhập vào Liên Xô với tư cách là một nước cộng hòa liên bang nhưng một số nước (Hoa Kỳ cùng một số nước châu Âu) cho rằng trong khoảng thời gian từ năm 1944–1991, Estonia nằm dưới sự chiếm đóng của Liên bang Xô viết. Năm 1991, Liên Xô sụp đổ dẫn đến việc Estonia lại trở thành một quốc gia độc lập. Ngày nay, Estonia là một nước cộng hòa theo thể chế dân chủ nghị viện. Nước này là thành viên của nhiều tổ chức quốc tế như Liên Hợp Quốc, Liên minh châu Âu, NATO.
Người Estonia có liên hệ về mặt dân tộc với người Phần Lan. Tiếng Estonia là một trong những ngôn ngữ thuộc nhóm ngôn ngữ Phần Lan-Ugria của ngữ hệ Ural, có liên hệ gần với tiếng Phần Lan và tiếng Hungary. Đây là một trong số ít những ngôn ngữ chính thức của châu Âu không bắt nguồn từ ngữ hệ Ấn-Âu.

## Lịch sử

### Thời kỳ cổ đại

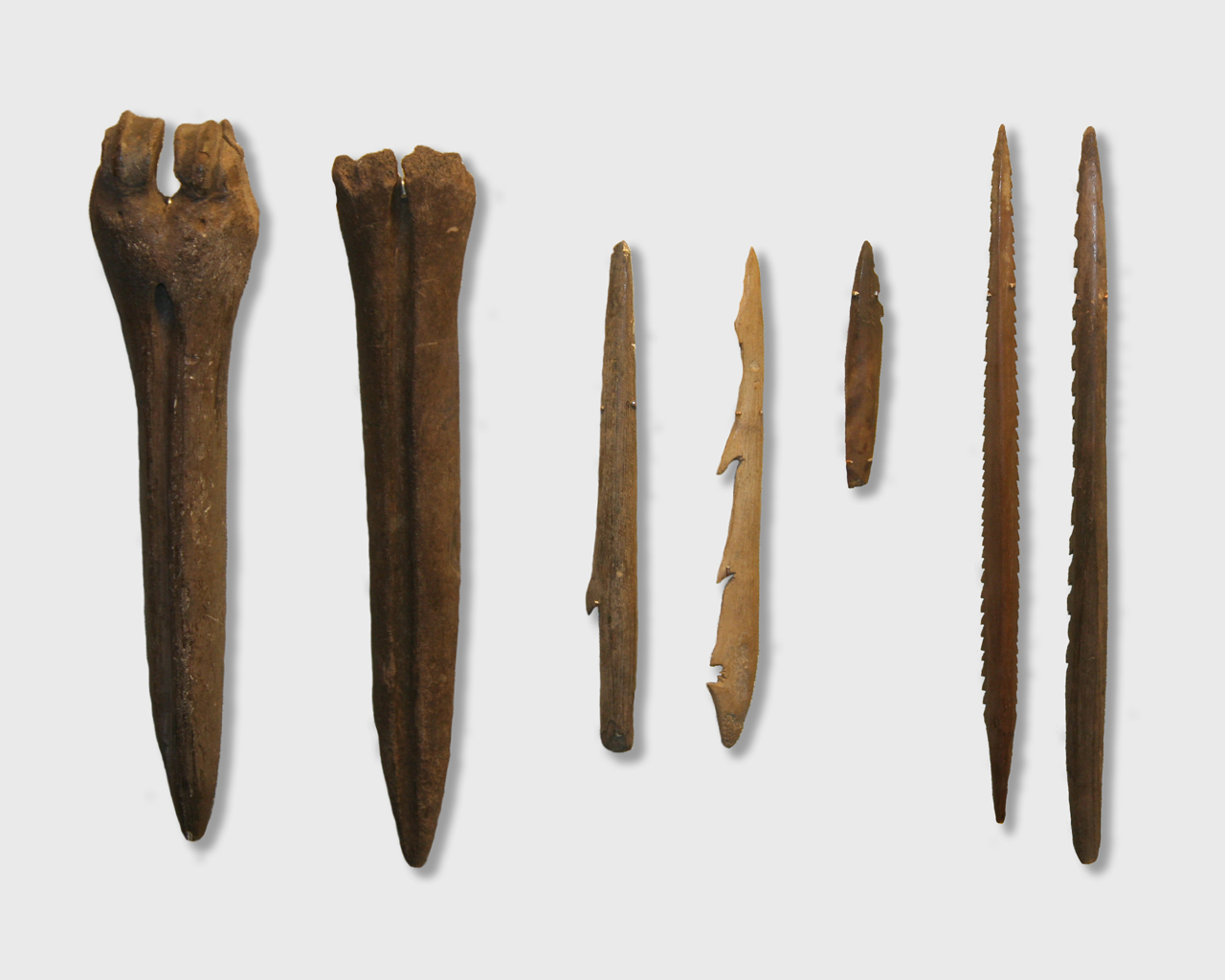
Những công cụ bằng đá thuộc nền văn hóa Kunda

Con người bắt đầu định cư tại Estonia vào khoảng từ 11.000 đến 13.000 năm về trước, khi mà băng tan chảy vào cuối Thời kỳ Băng hà. Pulli là bộ tộc đầu tiên đến định cư tại Estonia, trên bờ con sông Parnu, gần thị trấn Sindi, miền nam Estonia. Sử dụng phương pháp phóng xạ carbon, các nhà khoa học xác định rằng bộ tộc Pulli đã đến định cư tại Estonia vào khoảng 11.000 năm về trước, lúc bắt đầu thiên niên kỉ thứ 9 trước Công nguyên. Bằng chứng về những cộng đồng sống bằng săn bắt và đánh cá khoảng 6500 năm trước Công nguyên đã được tìm thấy ở thị trấn Kunda, miền bắc Estonia. Những đồ tạo tác bằng xương và đá tương tự như ở Kunda cùng đã được tìm thấy ở nhiều nơi nằm ngoài lãnh thổ Estonia như Latvia, miền bắc Litva và miền nam của Phần Lan. Nền văn hóa Kunda nằm trong Thời kỳ đồ đá giữa.
Cuối Thời kỳ đồ đồng và đầu Thời kỳ đồ sắt đã đánh dấu những thay đổi lớn về văn hóa. Sự thay đổi công cụ sản xuất đã dẫn tới những thay đổi lớn về mặt kinh tế của Estonia. Khoảng chừng từ thế kỷ thứ I đến thế kỷ V, những khu dân cư nông nghiệp đã bắt đầu mở rộng. Dân số cũng tăng lên. Những ảnh hưởng về mặt văn hóa của Đế chế La Mã đã vươn tới Estonia. Tuy nhiên trong Thời kỳ Đồ sắt, những cuộc chiến tranh và xung đột với các dân tộc Baltic và người Scandinavia đã khiến tình hình Estonia trở nên bất ổn.
Vào thế kỷ I, hệ thống phân chia hành chính đã được thành lập tại Estonia. Hai đơn vị phân chia hành chính chủ yếu là vùng (kihelkond) và tỉnh (maakond). Mỗi vùng bao gồm vài ngôi làng và thường có ít nhất một pháo đài. Còn mỗi tỉnh thì lại gồm nhiều vùng. Vào thế kỷ XIII, các vùng của Estonia mở rộng và phát triển. Đến thời kỳ này, người Estonia vẫn giữ một tôn giáo cổ xưa của riêng họ, gọi là Tharapita.

### Thời kỳ Trung cổ

Bản đồ Liên bang Livonia vào năm 1260

Từ năm 1228 đến 1560, Estonia trở thành một phần của Liên bang Livonia, một liên bang lỏng lẻo giữa người Estonia thuộc hệ ngôn ngữ Phần Lan và các dân tộc vùng Baltic. Trong thời gian này, Estonia liên tiếp bị nhiều quốc gia láng giềng xâm chiếm.
Estonia đã giữ mình như một vùng đất ngoại đạo trong thời gian dài tại châu Âu. Tuy nhiên đến đầu thế kỷ XIII, người Đức đã xâm chiếm vùng phía nam Estonia ngày nay trong cuộc Thập tự chinh Phương Bắc và tiến hành truyền bá đạo Cơ đốc. Trong cùng thời gian đó, người Đan Mạch đã xâm chiếm và cai trị miền bắc Estonia và kéo dài cho đến năm 1346. Vào cuối thế kỷ XIII, thành phố Reval (tên cũ của Tallinn, thủ đô ngày nay của Estonia) đã tham gia vào Liên minh Hanse, một liên hiệp kinh tế vùng Baltic. Năm 1343, người dân miền bắc Estonia và đảo Saaremaa đã nổi dậy chống lại sự cai trị của người Đức nhưng cuộc khởi nghĩa đã bị dập tắt.
Bên cạnh Đức và Đan Mạch, Estonia còn bị xâm chiếm bởi Đế chế Nga vào những năm 1481 và 1558 nhưng những nỗ lực này của người Nga đều không thành công.

### Cải cách tôn giáo

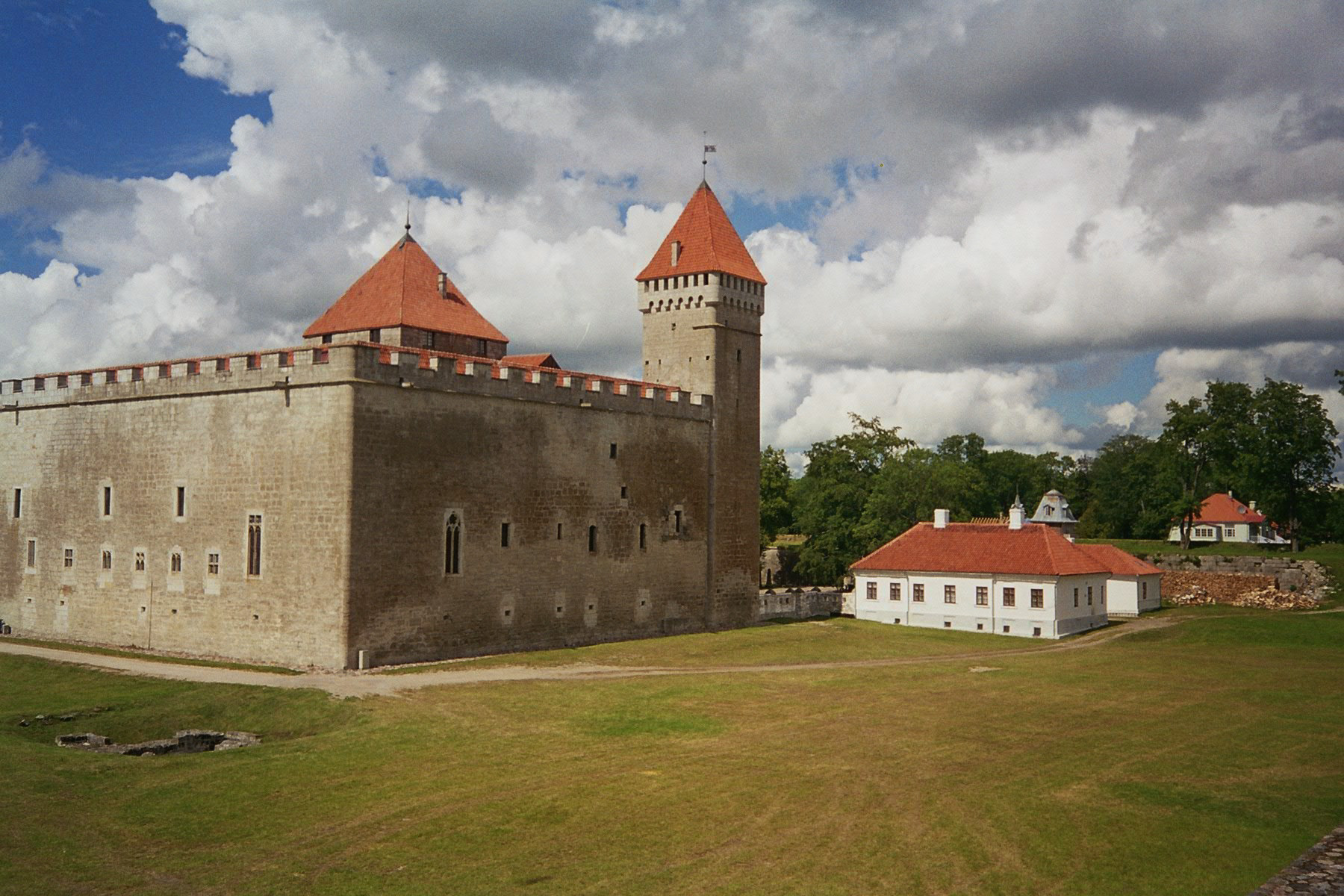
Pháo đài Kuressaare ở Estonia

Cải cách tôn giáo được bắt đầu vào năm 1517 đã gây ra một sự thay đổi lớn tại khu vực Baltic. Tại Liên bang Livonia, những ý tưởng của cuộc Cải cách Kháng cách nhanh chóng lan rộng trong những năm 1520. Những sự thay đổi lớn đã diễn ra trên các mặt ngôn ngữ, giáo dục, tôn giáo và chính trị của vùng đất này. Từ thời điểm đó, những nghi lễ nhà thờ phức tạp bằng tiếng Latin trước kia đã được thay thế bằng ngôn ngữ bản địa của người dân.
Trong cuộc chiến tranh Livonia năm 1561, miền bắc Estonia trở thành một bộ phận của Thụy Điển trong khi miền nam nhanh chóng rơi vào tay Liên bang Ba Lan và Lietuva vào thập niên 1580. Cuối cùng vào năm 1625, toàn bộ lãnh thổ Estonia đã về tay Đế chế Thụy Điển hùng mạnh. Khu vực này được chia làm hai tỉnh: tỉnh Estonia ở miền bắc Estonia ngày nay và tỉnh Livonia gồm miền nam Estonia và miền bắc nước Latvia ngày nay.
Năm 1631, vua Gustavus Adolphus của Thụy Điển đã buộc các quý tộc phải trao thêm quyền lợi cho nông dân, dù rằng chế độ nông nô vẫn được duy trì. Dưới sự cai trị của Thụy Điển, năm 1632 xưởng in và trường đại học đầu tiên đã được thành lập tại thành phố Dorpat (tên cũ của thành phố Tartu ngày nay).

### Thuộc Nga
Đại chiến Bắc Âu kết thúc đã dẫn tới việc Thụy Điển để mất Estonia vào tay Đế quốc Nga (năm 1710 trên thực tế và năm 1721 chính thức với Hiệp ước Nystad). Đại chiến Bắc Âu đã khiến rất nhiều người Estonia thiệt mạng nhưng dân số của nước này đã dần dần phục hồi lại sau đó. Thời gian đầu, quyền lợi của những người nông dân bị hạn chế nhưng sau đó, nước Nga đã bãi bỏ chế độ nông nô tại tỉnh Estonia vào năm 1816 và tỉnh Livonia vào năm 1819.

### Độc lập

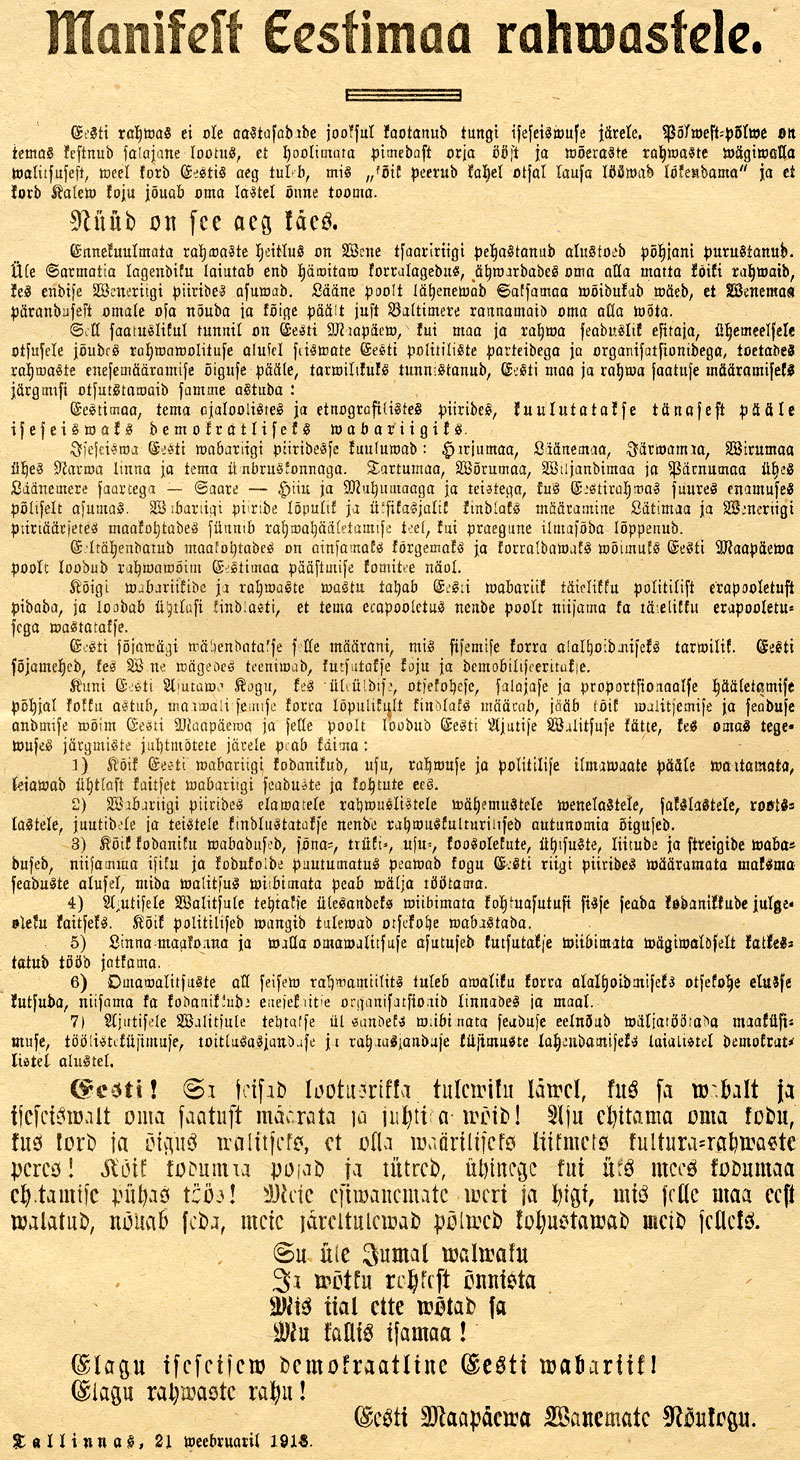
Bản Tuyên ngôn Độc lập của nước Cộng hòa Estonia tách ra khỏi Đế quốc Nga

Sau khi chế độ nông nô bị bãi bỏ kèm theo đó là cơ hội học hành nhiều hơn đối với những cư dân nói tiếng Estonia, một phong trào vận động dân tộc của Estonia đã phát triển mạnh. Phong trào này phát triển mạnh trong lĩnh vực văn hóa với sự hình thành của nền văn học, âm nhạc, sân khấu mang bản sắc riêng của Estonia. Những người lãnh đạo tiêu biểu của các cuộc vận động là Johann Voldemar Jannsen, Jakob Hurt và Carl Robert Jakobson. Thời kỳ này, văn học Estonia phát triển đến đỉnh cao với sự kiện bộ sử thi Kalevipoeg của người Estonia được xuất bản năm 1862. Lễ hội âm nhạc đầu tiên của Estonia được tổ chức vào năm 1869.
Trước chính sách Nga hóa của Đế quốc Nga, vào những năm 1890 các nhà trí thức đã kêu gọi quyền tự trị lớn hơn cho vùng đất này, cao hơn nữa là sự độc lập hoàn toàn cho Estonia. Sau khi những người Bolshevik lên nắm chính quyền trong cuộc Cách mạng Tháng Mười năm 1917, Estonia đã tự tuyên bố độc lập vào ngày 24 tháng 2 năm 1918 . Tiếp đó, với sự trợ giúp của phương Tây, Estonia đã chiến thắng quân đội Liên Xô trong cuộc chiến tranh giành độc lập (1918-1920). Kết quả là Hiệp định Hòa bình Tartu đã được ký kết vào ngày 2 tháng 2 năm 1920 với việc Liên Xô công nhận nền độc lập của nước Cộng hòa Estonia. Estonia trở thành một nước cộng hòa theo chế độ dân chủ nghị viện nhưng vào năm 1934, quốc hội Estonia bị giải tán bởi sự bất mãn của người dân do cuộc khủng hoảng kinh tế thế giới xảy ra và tác động đến nền kinh tế nước này. Năm 1938, Konstantin Päts lên làm tổng thống và cuộc bầu cử quốc hội mới lại được tổ chức tại Estonia.

### Chiến tranh thế giới thứ hai
Hiệp ước Xô-Đức năm 1939 giữa Liên Xô và Đức phân chia ảnh hưởng của mỗi bên đối với các nước Đông Âu và Baltic, theo đó Đức đồng ý việc Liên Xô đòi hỏi những lãnh thổ mà nước Nga đã mất trong cuộc nội chiến Nga, bao gồm 3 nước Baltic, trong đó có Estonia. Trong 2 năm 1939 và 1940, Đức đã di dân những người Đức ở Estonia và Latvia về nước. Ngày 16 tháng 6 năm 1940, Estonia cùng với cả Latvia và Litva gia nhập Liên Xô với sự đồng thuận của các chính phủ các nước này trước nguy cơ bị phát xít đức xâm chiếm. Các lực lượng quân đội của Estonia được lệnh tiến hành giải giới, không chống lại Hồng quân Liên Xô.

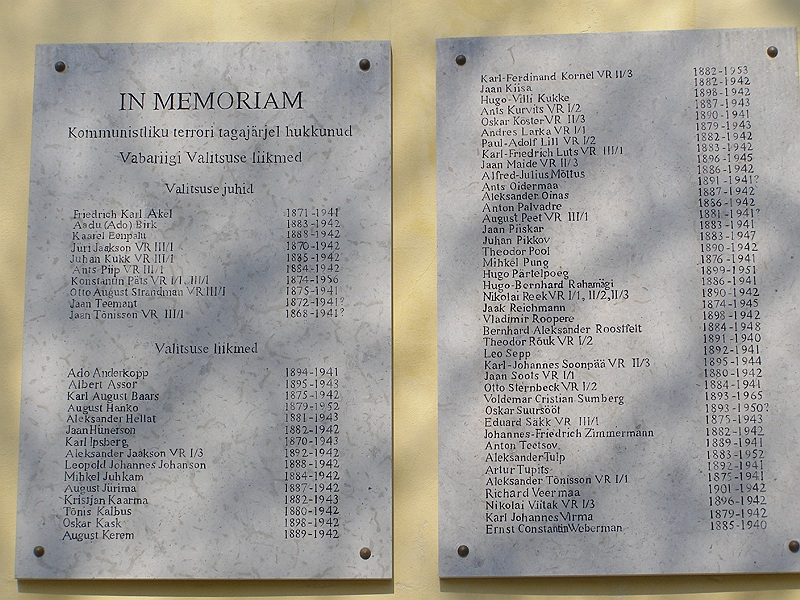
Bảng khắc ghi tên những người Estonia bị xử bắn trong thời kỳ Liên Xô với tội danh phản cách mạng và ủng hộ Bạch Vệ

Tháng 7 năm 1940, một cuộc bầu cử được tổ chức với kết quả Estonia trở thành một nước cộng hòa xô viết thuộc Liên Xô với tên gọi Cộng hòa Xã hội Chủ nghĩa Xô viết Estonia. Nhiều quốc gia phương Tây, trong đó có Mỹ, không công nhận kết quả cuộc bầu cử này và họ cho rằng Liên Xô đã tiến hành những cuộc bầu cử gian lận Ngược lại theo quan điểm của Nga, thì vào thời điểm đó, người dân và chính phủ hợp pháp của Estonia đã tình nguyện gia nhập Liên Xô bởi nhiều người Estonia vốn là người gốc Nga. Theo quan điểm của người Nga thì dân Estonia và người Nga đã có quan hệ lâu bền, cùng thuộc một đất nước là Đế quốc Nga trong hàng trăm năm. Theo RIA Novosti của Nga thì trước năm 1918, vùng Baltic đã không bao giờ tồn tại các quốc gia độc lập: họ đã là một phần của đế chế Nga từ thập niên 1720 trở đi (tức là cùng lúc với việc Scotland và Anh thống nhất để hình thành Vương quốc Anh), và trước đó vùng Baltic thuộc về Thụy Điển và trước đó nữa là các Hiệp sĩ Teutonic. Theo quan điểm của Nga, Bộ trưởng Ngoại giao Nga Sergei Ivanov đã tuyên bố: "Nói rằng Liên Xô đã chiếm đóng các quốc gia vùng Baltic là vô lý và vô nghĩa. Người ta không thể chiếm một cái gì đó vốn thuộc về anh ta.".
Theo nguồn tài liệu từ Nga thì đương thời, Franklin Roosevelt trong trao đổi với Joseph Stalin ngày 01/12/1943 đã công nhận chủ quyền của Liên Xô ở vùng Baltic: "Tại Hoa Kỳ đang dấy lên nghi vấn về các nước cộng hòa Baltic thuộc Liên Xô, và tôi tin rằng công luận thế giới cho là các dân tộc của các nước cộng hòa này có một tương lai bấp bênh. Vì vậy, tôi hy vọng rằng Nguyên soái Stalin sẽ đi vào xem xét yêu cầu này. Cá nhân tôi không có nghi ngờ rằng người dân ở các nước này sẽ bỏ phiếu để gia nhập Liên Xô cũng như cùng nhau như họ đã làm vậy trong những năm 1940... Thực tế là dư luận không biết rõ lịch sử."
Mặc dù Hoa Kỳ và Vương quốc Anh là các nước đồng minh của Liên Xô chống phát xít Đức trong Thế chiến II công nhận chủ quyền tại Cộng hòa Estonia của Liên Xô tại Hội nghị Yalta năm 1945 nhưng trong thời kỳ Chiến tranh Lạnh, chính quyền của các nước phương Tây lại tuyên bố không công nhận việc này.
Các quan điểm lịch sử ở Liên Xô mô tả các sự kiện trong năm 1939 và 1940 như sau: Estonia là một tỉnh cũ của Đế quốc Nga. Cộng hòa Xô viết Estonia đã được công bố ngày 29 Tháng 11 năm 1918 nhưng chính quyền này bị quân phản cách mạng và Bạch Vệ tiêu diệt vào năm 1919. Trong tháng 6 năm 1940, Liên Xô đã sáp nhập Estonia là do người lao động lật đổ chế độ "độc tài phát xít" trong nước Cuối năm 1989, hai năm trước sự sụp đổ của Liên Xô, Đại hội Đại biểu Nhân dân Liên Xô đã chính thức lên án nội dung trong Hiệp ước Molotov-Ribbentrop về việc sáp nhập các nước vùng Baltic (Estonia, Latvia, Litva) là bất hợp pháp,. còn chính phủ Nga hiện nay thì phủ nhận hành động của Liên Xô là chiếm đóng 
Năm 1941, phát xít Đức tấn công Liên Xô. Đức Quốc xã nhanh chóng sáp nhập Estonia vào một tỉnh của Đức với tên gọi Ostland. Các trại tập trung được thành lập trên lãnh thổ Estonia với những vụ giết chóc và thảm sát đẫm máu. Nhiều thanh niên Estonia dù không muốn tham gia phe phát xít cũng bị bắt phải tham chiến chống lại Liên Xô
Khi Chiến tranh thế giới thứ hai nổ ra, 34.000 thanh niên Estonia đã gia nhập Hồng quân Liên Xô chiến đấu chống lại Đức Quốc xã, và chỉ 30% họ sống sót sau chiến tranh.
Khoảng 70.000 người Estonia đã tham gia vào các lực lượng vũ trang Đức Quốc xã (bao gồm cả Waffen-SS). Sự hình thành các đội quân người Estonia trong lực lượng Đức được công bố ngày 28/8 năm 1942 và chính thức thành lập vào năm 1942. Hầu hết trong số họ đã tham gia vào năm 1944, bất chấp lúc đó rõ ràng rằng Đức sẽ không giành chiến thắng trong chiến tranh Ngày 21/9/1944, Ủy ban quốc gia của Cộng hòa Estonia đã cố gắng để thiết lập lại nền độc lập Estonia và yêu cầu quân Đức rời đi và tuyên bố tái lập nền độc lập của đất nước vào ngày 18 tháng 9 năm 1944
Trong Chiến dịch Baltic (1944), Liên Xô đã đánh tan Cụm Tập đoàn quân Trung tâm và Cụm Tập đoàn quân phương Bắc của Đức. Quân Đức buộc phải rút chạy khỏi Estonia và bị dồn vào Kurland ở Latvia, tại nơi này hơn 300.000 quân Đức đã bị cầm chân cho đến khi Đức quốc xã đầu hàng.

### Thuộc Liên Xô

Quốc kỳ nước Cộng hòa Xã hội Chủ nghĩa Xô viết Estonia

Sau khi Estonia được Hồng quân Liên Xô giải phóng (theo quan điểm của Nga và người Estonia gốc Nga) hoặc tái chiếm đóng (theo quan điểm của phương Tây và người Estonia bản địa), nhiều người Estonia đã rời bỏ đất nước sang tị nạn ở Thụy Điển và Phần Lan. Dưới sự cai trị của Joseph Stalin, hàng ngàn người Estonia từng cộng tác với Đức Quốc xã đã bị đưa đi cải tạo lao động tại những vùng xa xôi hẻo lánh của Liên Xô. Sự việc này kéo dài đến khi Stalin chết vào năm 1953. Hơn một nửa số người Estonia bị lưu đày đã chết hoặc định cư tại nơi ở mới, số còn lại chỉ được chấp nhận trở về Estonia vào khoảng đầu thập niên 1960.
Sau khi tái chiếm đóng Estonia, hơn 900.000 ha đất đã được Liên Xô quốc hữu hóa và phần lớn đất đã được trao cho người định cư từ Nga mới di chuyển sang.

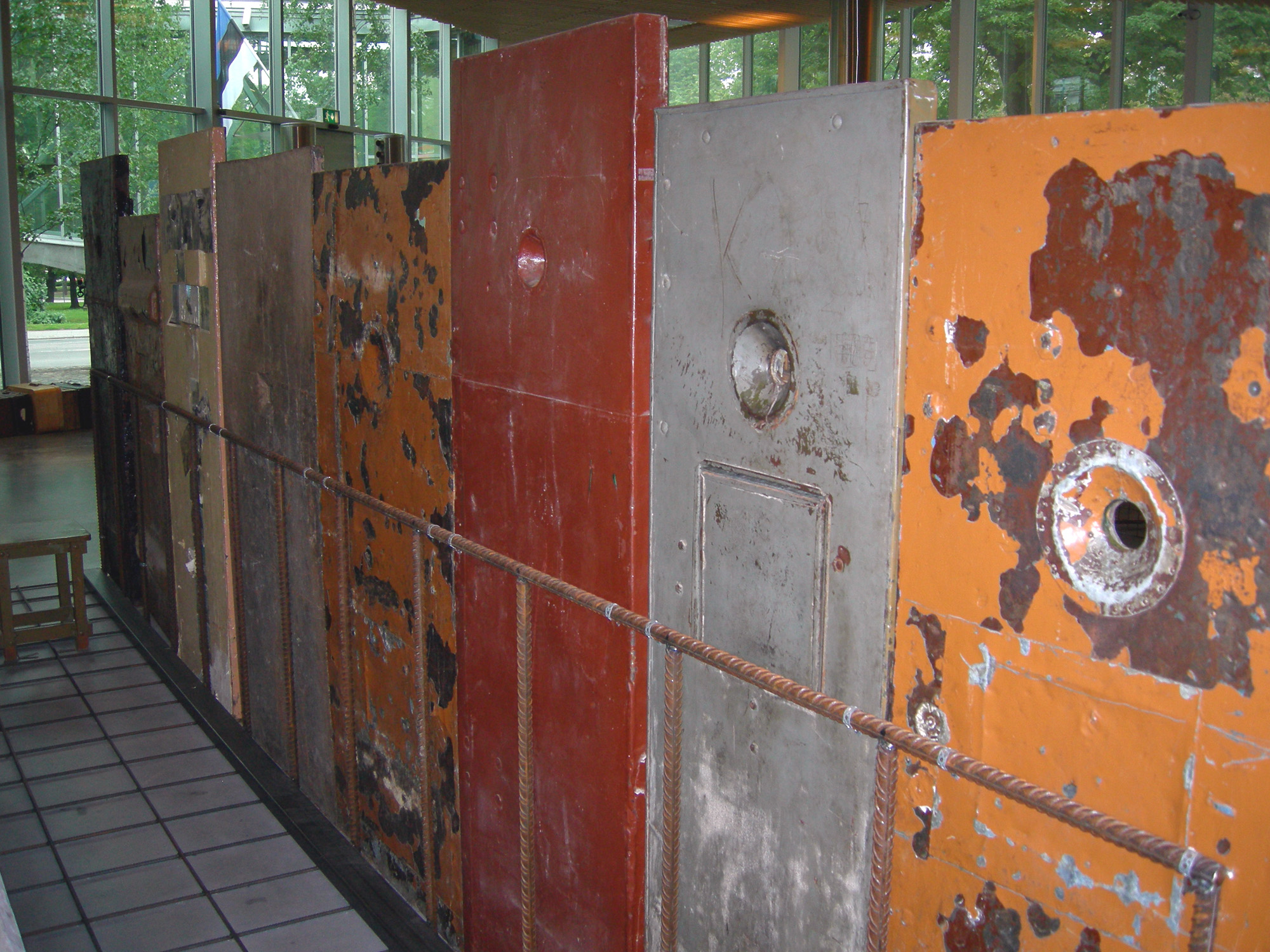
Các cánh cửa trại giam thời Liên Xô tại bảo tàng ở Talinn

Nền kinh tế kế hoạch được thiết lập tại Estonia. Với vị trí địa lý chiến lược của mình cùng với tình hình Chiến tranh Lạnh càng thêm căng thẳng, nhiều vùng bờ biển và quần đảo tại Estonia đã bị quân sự hóa cao độ và rất ít người được phép sống tại những vùng đó. Bên cạnh đó, hàng trăm ngàn người từ các vùng khác nhau của Liên Xô đã đến Estonia định cư để tiến hành các chính sách công nghiệp hóa đối với vùng đất này.
Từ thập niên 1970, Liên Xô bắt đầu gặp những khó khăn về kinh tế và dần dần rơi vào khủng hoảng chính trị. Năm 1987-1989, một cuộc vận động của người dân Estonia đã nổ ra yêu cầu thành lập một chính quyền tự trị tại nước này và cả sự độc lập về mặt kinh tế. Năm 1988, sau các cuộc cải cách ở Liên Xô, những người theo chủ nghĩa dân tộc hoạt động công khai. Năm 1989, hơn hai triệu người Estonia, Latvia và Litva đã nối nhau thành một dải người từ Tallinn đến Vilnius để thể hiện tình đoàn kết của nhân dân ba nước Baltic cùng mong muốn tách khỏi Liên Xô.

### Khôi phục độc lập
Ngày 20 tháng 8 năm 1991, nhân lúc cuộc đảo chính Xô viết diễn ra tại Moskva, Estonia tuyên bố độc lập. Ngay sau đó, Iceland trở thành nước đầu tiên công nhận sự độc lập của Estonia. Ngày 31 tháng 8 năm 1994, đơn vị quân đội cuối cùng của Nga rời khỏi Estonia.
Sau khi trở thành một quốc gia độc lập, Estonia đã thắt chặt mối quan hệ ngoại giao với các nước phương Tây. Năm 2004, Estonia gia nhập NATO và Liên minh châu Âu. Trong khi đó, mối quan hệ giữa nước này với Nga lại xấu đi nhanh chóng và lên đến căng thẳng cực độ trong vụ Estonia di dời tượng đài Chiến sĩ đồng thiếc. Người Estonia gốc Nga đã vô cùng phẫn nộ và coi đây là một hành động lăng mạ sự hy sinh của hơn 5 vạn chiến sĩ Hồng quân là người Estonia. Việc Estonia di dời tượng đã gây ra những cuộc biểu tình của cộng đồng người gốc Nga, khiến một người chết và hàng trăm người bị bắt. Trước đó, Ngoại trưởng Nga Sergey Lavrov mô tả quyết định khai quật các ngôi mộ và dỡ bỏ bức tượng Chiến sĩ là "ghê tởm" Tổng thống Nga Putin lên án những người "đang xâm phạm các tượng đài tưởng niệm anh hùng chiến tranh, qua đó lăng mạ chính dân tộc mình và gieo mầm thù hận và nghi ngờ giữa các dân tộc và các nước". Ông Putin không nhắc đến quốc gia cụ thể nào, nhưng bài phát biểu là nhằm nhắc đến việc Estonia mới đây di dời tượng đài chiến sĩ hồng quân ở Tallinn..
Năm 2015, Văn phòng Tổng Công tố của Nga đang thẩm xét lại tính hợp pháp của việc Hội đồng Nhà nước Liên bang Xô viết trao nền độc lập cho Litva, Latvia và Estonia vào thời điểm năm 1991. Đơn kiến nghị của hai nhà lập pháp thuộc đảng Nước Nga Thống nhất của Putin gửi tới các công tố viên cho rằng việc trao nền độc lập cho Lithuania, Latvia và Estonia là bất hợp pháp. Nói với hãng tin Reuters, Bộ trưởng Ngoại giao Estonia Keit Pentus-Rosimannus cho rằng "Toàn bộ vấn đề là phi lý về mặt luật pháp. Đây là một ví dụ nữa của tư tưởng đế quốc đang trỗi dậy mà không may đang tồn tại ở Nga."

## Chính trị

### Chính phủ
Estonia là một nước cộng hòa đại nghị thực hiện tam quyền phân lập. Nghị viện Estonia là cơ quan lập pháp đơn viện, gồm 101 nghị sĩ được bầu theo hệ thống đại diện tỷ lệ với nhiệm kỳ 4 năm. Nghị viện thông qua luật, ngân sách nhà nước, phê chuẩn Chính phủ và giám sát hoạt động của Nhà nước. Ngoài ra, Nghị viện bầu chánh án Tòa án tối cao, chủ tịch Ngân hàng trung ương Estonia, tổng kiểm toán, tổng thanh tra và tổng tư lệnh Lực lượng Quốc phòng theo đề nghị của tổng thống.

Chính phủ Estonia thực hiện quyền hành pháp, đứng đầu là thủ tướng Estonia. Thủ tướng được đề cử bởi tổng thống và được bầu tại quốc hội. Chính phủ có tổng cộng 12 bộ trưởng. Thủ tướng có quyền chỉ định các bộ trưởng khác phụ trách các bộ chuyên trách, ngoài ra còn có thể chọn thêm tối đa 3 bộ trưởng không phụ trách một bộ nào. Như vậy, số bộ trưởng tối đa trong chính phủ Estonia là 15 bộ trưởng.

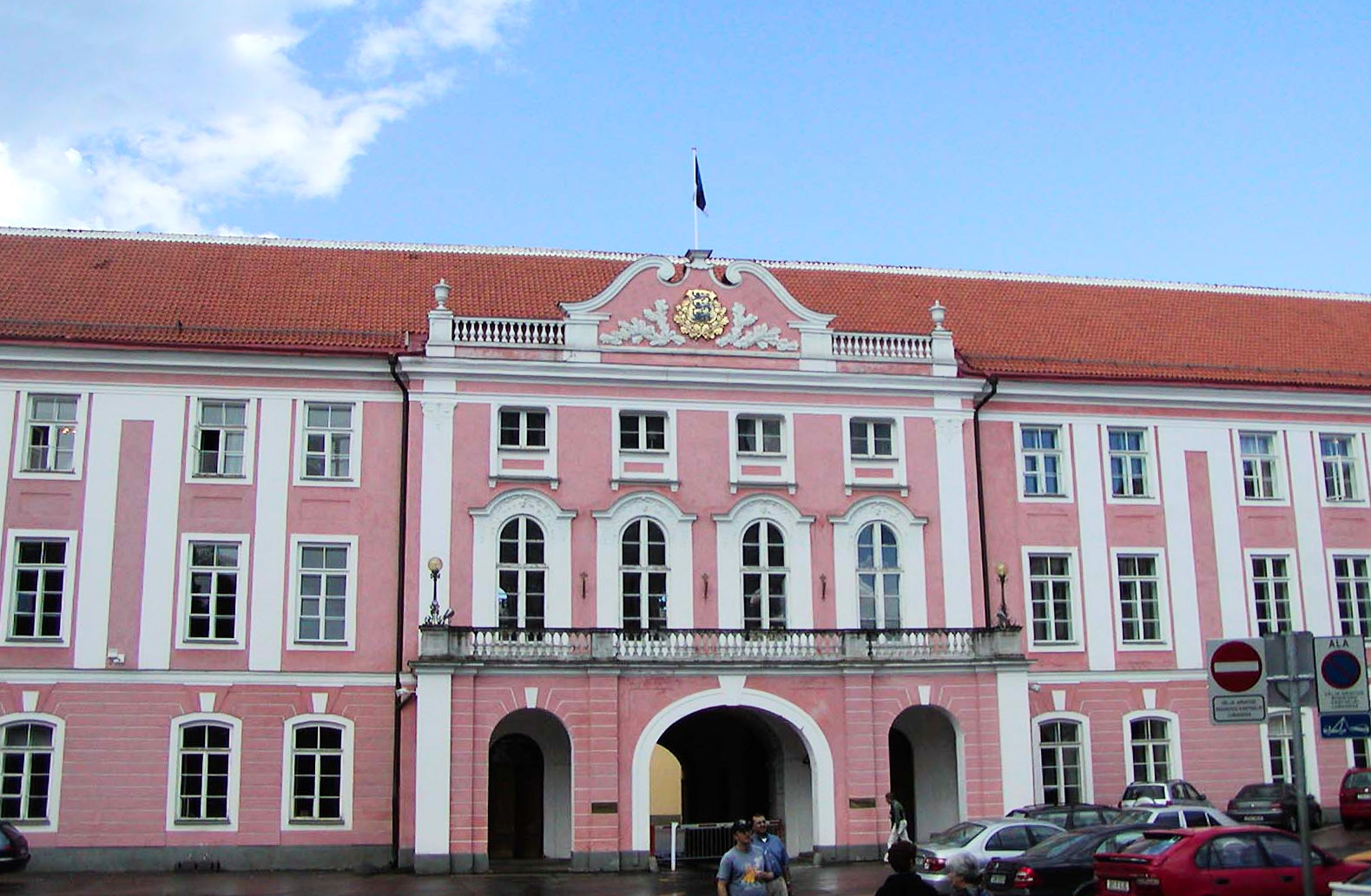
Trụ sở Quốc hội Estonia tại Tallinn

Tòa án Tối cao Estonia phụ trách việc xét xử luật pháp với 19 thẩm phán tối cao. Chức tổng thẩm phán tối cao có nhiệm kỳ 9 năm và được đề cử bởi tổng thống, thông qua bởi quốc hội.
Tổng thống Estonia là người đứng đầu nhà nước Estonia. Tổng thống Estonia có vai trò chủ yếu trong các lĩnh vực ngoại giao và mang tính nghi thức, nhưng cũng có thể dừng thông qua một bộ luật. Chức vụ tổng thống được bầu bởi quốc hội với điều kiện phải giành được ít nhất 2/3 tổng số phiếu bầu.
Estonia là nước đầu tiên bầu cử chính quyền địa phương qua internet vào năm 2005  và bầu cử quốc hội qua internet vào năm 2007 . Tuy nhiên người dân Estonia vẫn có thể bầu cử theo cách truyền thống nếu họ muốn.

### Đối ngoại
Sau khi trở thành một quốc gia độc lập, Estonia đã thắt chặt quan hệ ngoại giao với các nước phương Tây. Do có những mối quan hệ về lịch sử và văn hóa, người Estonia gần gũi với các nước Bắc Âu như Thụy Điển và Phần Lan hơn là với các nước cùng nằm trong khu vực Baltic như Latvia và Litva. Hiện nay quan hệ kinh tế giữa Estonia với các Bắc Âu ngày càng được đẩy mạnh với hơn 3/4 đầu tư nước ngoài vào Estonia là đến từ các nước Bắc Âu.
Sau khi độc lập khỏi nước Nga, hiến pháp của Estonia năm 1992 quy định chỉ có người định cư ở Estonia trước khi Liên Xô xâm lược (1940) mới được coi là người Estonia. Hiện có khoảng 1/3 dân số Estonia gốc Nga di cư sau 1940 trong thời kỳ Xô viết không có quyền công dân.
Trong khi đó, mối quan hệ giữa Estonia và Nga lại khá lạnh nhạt, nhiều lúc lên đến căng thẳng. Những mâu thuẫn chủ yếu giữa hai nước là vấn đề lãnh thổ kể từ sau khi Liên Xô tan rã hay những quan điểm khác nhau giữa hai nước về vấn đề lịch sử trước đây. Người Estonia gốc Bắc Âu coi người Nga là một lực lượng chiếm đóng đất nước họ, trong khi người Estonia gốc Nga và người Nga lại cho rằng họ đã giải phóng Estonia thoát khỏi chủ nghĩa phát xít. Căng thẳng lên đến đỉnh điểm khi chính quyền Estonia quyết định di dời bức tượng đài chiến sĩ Hồng quân tại thủ đô Tallinn hồi tháng 4 năm 2007 vì lý do tượng đài này "gợi nhớ lại thời kỳ đau thương thời Liên Xô". Tuy nhiên người Estonia gốc Nga đã vô cùng phẫn nộ và coi đây là một hành động thóa mạ lịch sử. Mối quan hệ giữa Estonia với Nga trở nên căng thẳng chưa từng thấy .

### Phân chia hành chính

Hạt của Estonia vào năm 2025

Estonia được chia thành 15 hạt, đứng đầu bởi một hạt trưởng do chính phủ bổ nhiệm với nhiệm kỳ 5 năm và đại diện cho chính quyền quốc gia ở cấp địa phương. Sau hạt, Estonia lại được chia tiếp thành 227 khu tự quản, bao gồm các thành phố (linn) và thị trấn (vald). Dưới đây là danh sách các hạt của Estonia:
- Harju (hạt) (Harjumaa)
- Hiiu (hạt) (Hiiumaa)
- Ida-Viru (hạt) (Ida-Virumaa)
- Järva (hạt) (Järvamaa)
- Jõgeva (hạt) (Jõgevamaa)
- Lääne (hạt) (Läänemaa)
- Laan-Viru (hạt) (Lääne-Virumaa)
- Pärnu (hạt) (Pärnumaa)
- Põlva (hạt) (Põlvamaa)
- Rapla (hạt) (Raplamaa)
- Saare (hạt) (Saaremaa)
- Tartu (hạt) (Tartumaa)
- Valga (hạt) (Valgamaa)
- Viljandi (hạt) (Viljandimaa)
- Võru (hạt) (Võrumaa)

## Địa lý

### Địa hình

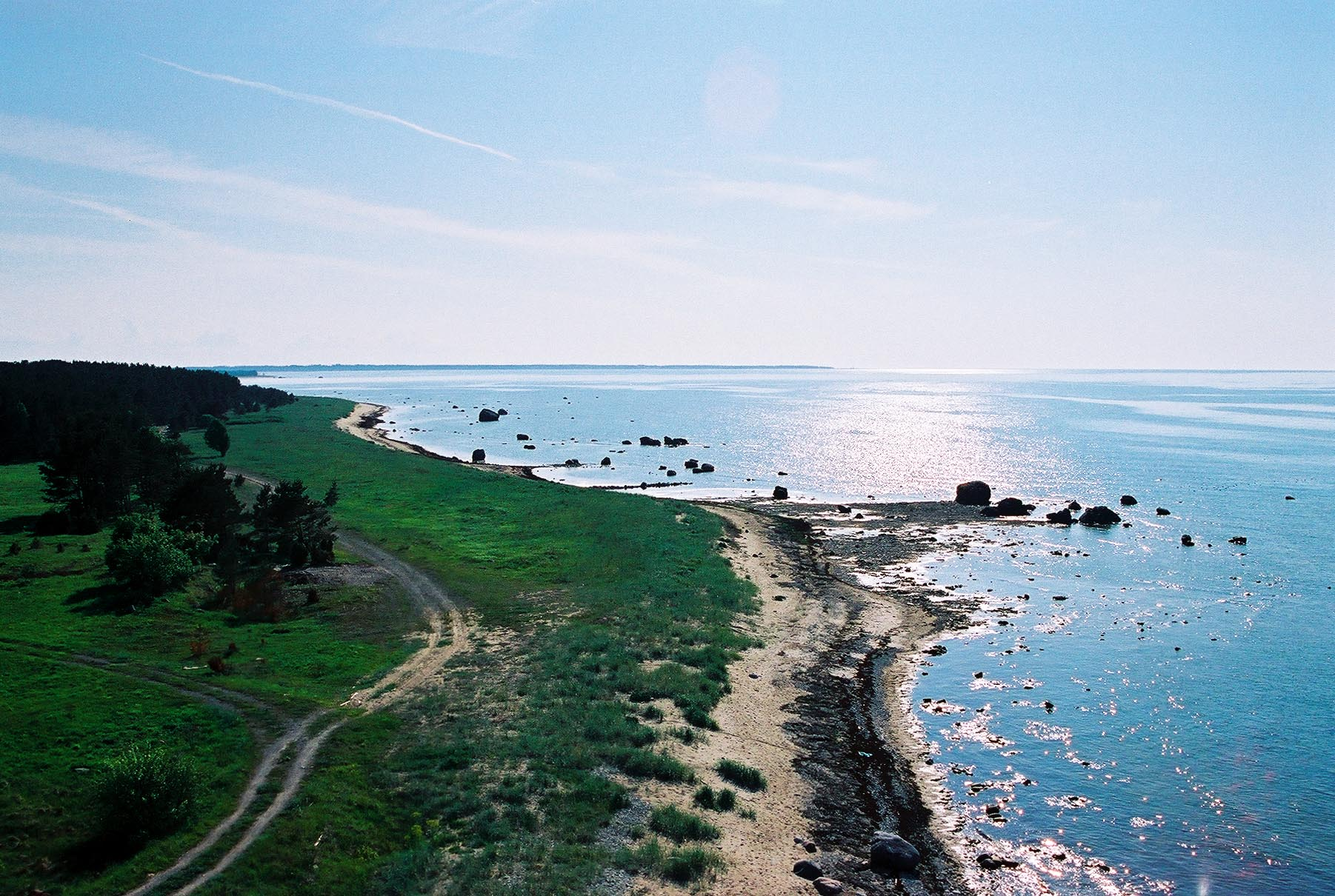
Một bãi biển ở Estonia

Về mặt địa lý, Estonia là một trong 3 nước vùng Baltic cùng với Latvia và Litva, thuộc khu vực Đông Âu. Nhưng theo phân loại của Liên Hợp Quốc thì Estonia lại thuộc vào khu vực Bắc Âu. Nước này có tổng diện tích là 45.226 km², trong đó phần đất là 43.211 km² và phần nước là 2.015 km². Đường bờ biển của Estonia dài tổng cộng 3.794 km, phía bắc giáp với vịnh Phần Lan còn phía tây giáp với biển Baltic. Trên đất liền, Estonia có đường biên giới chung với hai nước Liên bang Nga về phía đông và Latvia về phía nam.
Nhìn chung, địa hình của Estonia khá thấp. Độ cao trung bình của Estonia chỉ khoảng 50 m trên mực nước biển. Đồi Suur Munamägi là điểm cao nhất tại Estonia nhưng cũng chỉ cao có 318 m. Giống với nước láng giềng Phần Lan, Estonia cũng có rất nhiều hồ. Trên một diện tích bé nhỏ của nước này có tới 1400 hồ nước khác nhau, đa phần trong số chúng là những hồ nhỏ nhưng cũng có những hồ rất lớn như hồ Peipus, nằm giữa biên giới Estonia và Nga. Đa phần những hồ này được tạo thành sau khi băng rút đi vào cuối Thời kỳ Băng hà. Estonia cũng có rất nhiều sông, chủ yếu là các sông ngắn. Những con sông dài nhất nước này là Võhandu (162 km), Pärnu (144 km) và Põltsamaa (135 km). Bên cạnh đó Estonia cũng có rất nhiều đầm lầy.
Bờ biển Estonia có rất nhiều đảo và vịnh. Hai đảo lớn nhất của Estonia là đảo Saaremaa và đảo Hiiumaa được tính là hai trong số 15 tỉnh của nước này.
Estonia là một nước khá nghèo về khoáng sản. Các tài nguyên thiên nhiên chính của nước này chủ yếu bao gồm đá phiến dầu và đá vôi. Bên cạnh đó, rừng ôn đới cũng che phủ một phần lớn diện tích của Estonia, tới 51%.

### Khí hậu

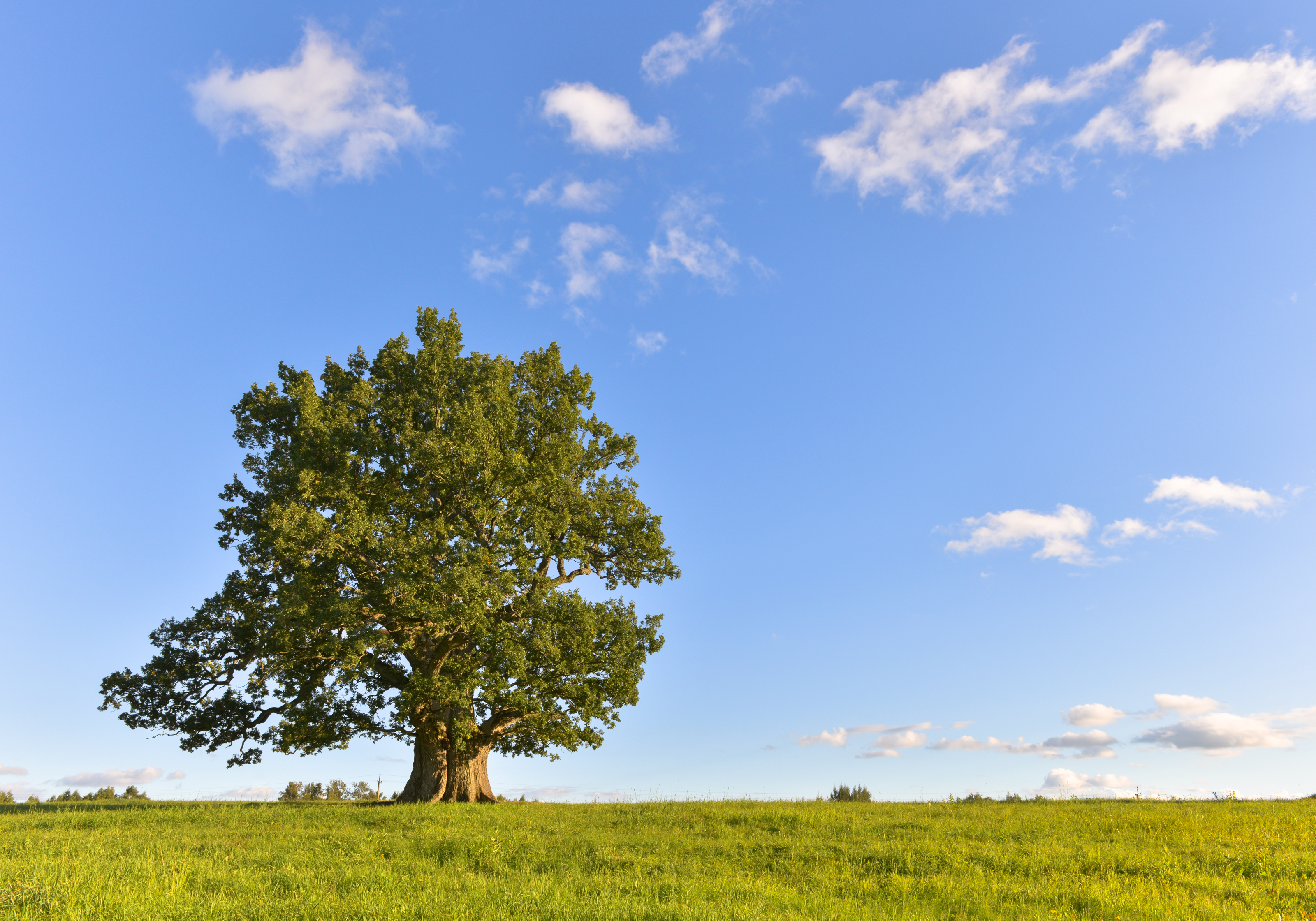
Cây sồi Tamme-Lauri là cá thể cây to lớn nhất và lâu đời nhất ở Estonia, được trồng vào khoảng năm 1326.

Estonia thuộc khu vực ôn đới gần lên đến hàn đới. Vị trí Estonia cũng là vùng đệm, chuyển tiếp giữa khí hậu ôn đới hải dương và ôn đới lục địa. Estonia (và phần lớn các nước Bắc Âu nói chung) có khí hậu điều hòa bởi dòng Hải lưu Gulf Stream thổi lên nên có nhiệt độ cao hơn so với những nước trong khu vực cùng vĩ độ trên thế giới. Biển Baltic cũng tác động đến khí hậu vùng ven biển, khác vùng nằm sâu trong nội địa.
Nhiệt độ trung bình hàng năm của Estonia là 5 °C. Về mùa đông, thời tiết khá lạnh những cũng không đến nỗi quá gay gắt. Nhiệt độ trung bình tháng 2, tháng lạnh nhất trong năm là khoảng -5,2 °C. Mùa hè thời tiết thường dịu mát. Nhiệt độ trung bình tháng 7, tháng nóng nhất trong năm là khoảng 18 °C .
Do chịu ảnh hưởng của dòng hải lưu Gulf Stream nước ấm và vị trí gần biển, Estonia có lượng mưa khá cao. Mỗi năm thông thường có từ 160 đến 190 ngày mưa. Tuyết thường rơi dày nhất tại vùng đông nam Estonia, kéo dài từ giữa tháng 12 đến cuối tháng 3. Mùa tuyết tan cũng là mùa lũ mùa xuân.

## Kinh tế
Estonia là nước có nền kinh tế thị trường và là một trong những nước có mức thu nhập đầu người cao hơn mức trung bình ở Đông Âu và vùng Baltic. Tính đến năm 2016, GDP của Estonia đạt 23.476 USD, đứng thứ 105 thế giới và đứng thứ 34 châu Âu.
Chính phủ tiến hành các cải cách kinh tế thuận lợi do đó Estonia là nước đầu tiên trong các nước thuộc Liên Xô cũ thoát khỏi khủng hoảng, từ năm 1994 luôn có tăng trưởng kinh tế. Sau khi gia nhập EU nhờ thực hiện chính sách kinh tế thị trường tự do, chính sách tài chính thích hợp, ngân sách cân bằng và nợ công rất thấp và được sự hỗ trợ của phương Tây nên nền kinh tế bước vào giai đoạn phát triển nhanh, tăng trưởng GDP trung bình đạt trên 8% (2004-2007). Tuy nhiên từ giữa năm 2008 đến đầu 2010, do tác động khủng hoảng tài chính toàn cầu, GDP năm 2008 giảm 3,6%, năm 2009 GDP giảm 14,1%, thất nghiệp tăng 13,8%, lạm phát 11% (cao nhất trong EU). Năm 2010, kinh tế có dấu hiệu phục hồi: Theo Ngân hàng Thế giới, năm 2011 đã có hơn 14 nghìn công ty mới được đăng ký ở Estonia, cao hơn 40% so với cùng kỳ năm 2008. Ngành công nghiệp công nghệ cao giờ đây chiếm tỷ trọng 15% GDP nước này.
Estonia cũng là một trong những nước có tốc độ đường truyền băng thông rộng nhanh nhất thế giới và giữ kỷ lục thế giới về số doanh nghiệp trên đầu người. Toàn bộ 1,3 triệu công dân của quốc gia này trả tiền đỗ xe qua điện thoại di động và có các hồ sơ sức khỏe được lưu trữ bằng công nghệ điện toán đám mây. 95% dân số nước này thực hiện việc kê khai hoàn thuế thu nhập hằng năm qua mạng và việc này chỉ mất khoảng năm phút. Việc đăng ký thành lập một doanh nghiệp cũng chỉ mất 5 phút thao tác qua dịch vụ chính phủ điện tử.
GDP tăng 1,6% (dự kiến 2016), tỷ lệ thất nghiệp còn cao - 13,5%, tỷ lệ lạm phát (giá tiêu dùng) - 2,4%, nợ công - 7,7% GDP, nợ ngoài nước - 25,13 tỷ USD (2009 - 25,56 tỷ đôla). 
Estonia gia nhập Tổ chức Hợp tác và Phát triển Kinh tế (OECD) tháng 5 năm 2010, gia nhập khu vực đồng euro từ ngày 1 tháng 1 năm 2011.
Estonia có những thế mạnh: điện tử - viễn thông, chi phí nhân công rẻ trình độ chuyên môn cao, chi phí về nguyên liệu, dịch vụ viễn thông và vận tải, chi phí thuê văn phòng, nhà xưởng thấp hơn các nước khác trong khu vực,
Các ngành công nghiệp chủ yếu: máy móc, thiết bị điện tử, viễn thông, công nghệ thông tin, gỗ, hàng dệt may và dịch vụ. Tăng trưởng sản xuất công nghiệp năm 2010 là 10%.
Các ngành nông nghiệp chủ yếu: ngũ cốc, khoai tây, rau, chăn nuôi và sản phẩm sữa, cá. GDP theo cấu trúc nông nghiệp: 3.7%, công nghiệp: 30.2% dịch vụ: 66.1% Lực lượng lao động theo lĩnh vực nghề nghiệp: nông nghiệp: 4.2%, công nghiệp: 20.2%, dịch vụ: 75.6%

### Thương mại
Năm 2010, xuất khẩu đạt 10,77 tỷ USD. Mặt hàng xuất khẩu chính: máy móc, thiết bị điện - 21%, gỗ và sản phẩm gỗ - 9%, kim loại - 9%, đồ nội thất - 7%, xe cộ và phụ tùng - 5%, các sản phẩm thực phẩm và đồ uống - 4%, dệt may - 4%, chất dẻo -3%. Đối tác xuất khẩu chính: Phần Lan -18,57%, Thụy Điển - 12,52%, Latvia - 9,51%, Nga - 9,33%, Đức - 6,09%, Litva - 4,76%, Mỹ - 4,26%. Nhập khẩu đạt 11,520 USD. Mặt hàng nhập khẩu chính: máy móc, thiết bị điện - 22%, nhiên liệu khoáng sản - 18%, sản phẩm hóa chất - 3%, thực phẩm - 6%, chất dẻo - 6%, dệt may - 5%. Đối tác nhập khẩu chính: Phần Lan -14,52%, Litva - 10,84%, Latvia -10,47%, Đức - 10,33%, Nga - 8,59%, Thụy Điển - 8,34%, Ba Lan - 5,63%.

### Đầu tư
Do chính sách đầu tư cởi mở, đối xử nhà đầu tư nước ngoài như trong nước nên đã thu hút được khá nhiều vốn đầu tư. Đầu tư (tổng cố định): 22,5% GDP (2010). Đầu tư trực tiếp của nước ngoài: 17,530 tỷ USD (2010). Đầu tư trực tiếp ra nước ngoài: 7,134 tỷ USD (2010).

## Nhân khẩu

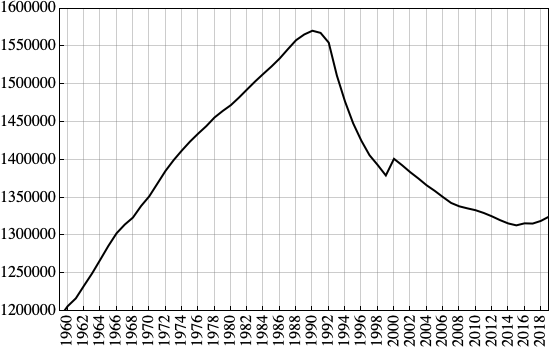
Dân số Estonia 1960–2019. Sự giảm dân số từ năm 1992 chủ yếu bắt nguồn từ việc di cư đến Nga và những khu vực khác của Liên Xô cũ.

### Đô thị hóa
Estonia tiếp tục đô thị hóa vào thế kỷ 21, với tỷ lệ đô thị hóa cao ở Tallinn, Tartu và những thành phố khác. Tuy nhiên, trong thập niên gần đây nhất bắt đầu hình thành các khu dân cư gần các trung tâm đô thị, cho thấy thay đổi về xu hướng đô thị hóa. Hơn 70% dân số Estonia sống ở các khu vực thành thị. Mật độ dân số của Estonia trung bình là 30.6 người/km vuông, với một số khác biệt theo khu vực. Hiiumaa có mật độ dân số thấp nhất với 10.2 người/km vuông, hạt Harju có mật độ dân số cao nhất với 121.3 người/km vuông.

| 1  | Tallinn      | Harju      | 457,572 | 11 | Valga    | Valga      | 12,173 |
| 2  | Tartu        | Tartu      | 97,759  | 12 | Võru     | Võru       | 12,112 |
| 3  | Narva        | Ida-Viru   | 53,360  | 13 | Keila    | Harju      | 10,964 |
| 4  | Pärnu        | Pärnu      | 41,520  | 14 | Jõhvi    | Ida-Viru   | 10,880 |
| 5  | Kohtla-Järve | Ida-Viru   | 33,434  | 15 | Haapsalu | Lääne      | 9,693  |
| 6  | Viljandi     | Viljandi   | 17,255  | 16 | Paide    | Järva      | 8,073  |
| 7  | Maardu       | Harju      | 17,017  | 17 | Saue     | Harju      | 6,227  |
| 8  | Rakvere      | Lääne-Viru | 15,695  | 18 | Elva     | Tartu      | 5,692  |
| 9  | Kuressaare   | Saare      | 13,185  | 19 | Põlva    | Põlva      | 5,498  |
| 10 | Sillamäe     | Ida-Viru   | 12,352  | 20 | Tapa     | Lääne-Viru | 5,492  |

### Tôn giáo
Tôn giáo tại Estonia (2011)

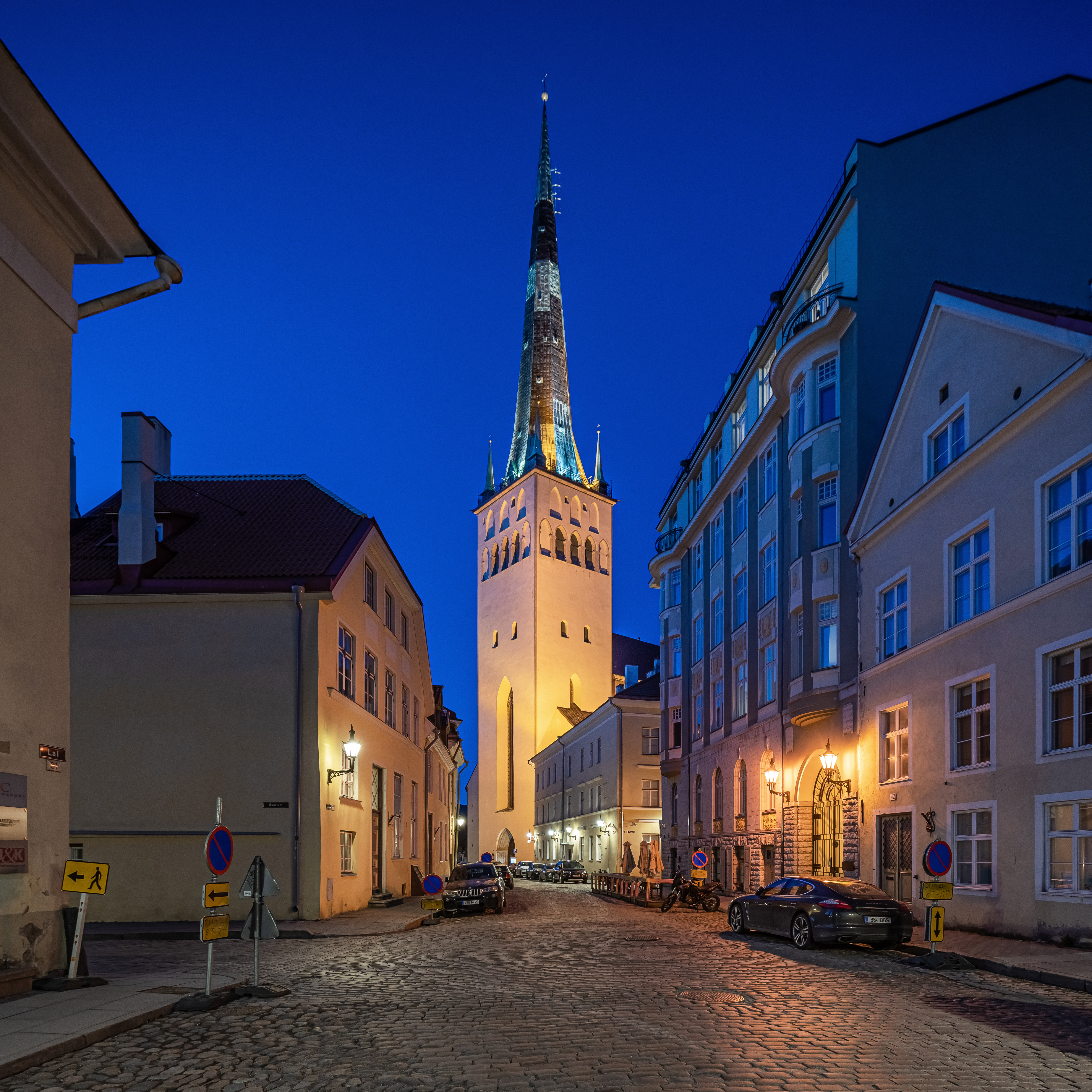
Nhà thờ St Olaf tại Talinn

Hiến pháp Estonia bảo đảm tự do tôn giáo, tách riêng nhà thờ và nhà nước, và các quyền cá nhân riêng tư của tín ngưỡng và tôn giáo. Theo Viện truyền thông Dentsu Inc, Estonia là một trong những nước vô thần nhất trên thế giới, với 75,7% dân số tự xưng là không theo tôn giáo nào. Các cuộc điều tra năm 2005 cho thấy chỉ có 16% dân số Estonia tuyên xưng niềm tin vào một vị thần, niềm tin thấp nhất của tất cả các nước được nghiên cứu. Các giáo phái tôn giáo lớn nhất trong nước là Giáo hội Luther, có 152.000 tín hữu chiếm 14,8% dân số, chủ yếu là người Estonia. Và 143.000 tín hữu của Chính Thống giáo, chủ yếu là cộng đồng thiểu số người Nga. Theo điều tra dân số năm 2000, có khoảng 152.000 tín đồ thuộc Giáo hội Luther, 143.000 tín đồ Chính thống giáo, 5.000 người thuộc Công giáo La Mã, 4,268 người theo Nhân chứng Jehovah, [178] và 1.000 tín đồ của đạo Taaraism hoặc Maausk. Cộng đồng Do Thái giáo có dân số ước tính khoảng 1.900. Khoảng 68.000 người tự coi mình là người vô thần. Đất nước này đã Kitô hóa bởi các Hiệp sĩ Teuton trong thế kỷ XIII. Trong thời Cải Cách, đạo Tin Lành lan rộng, và nhà thờ Luther đã chính thức được thành lập ở Estonia năm 1686. Nhiều người Estonia tuyên xưng không được đặc biệt theo tôn giáo nào, bởi vì luật tôn giáo thông qua vào thế kỷ XIX gắn liền với quy luật phong kiến Đức.